# Кобяково (Хакасия)
Кобяково — деревня в южной части Орджоникидзевского района Хакасии.
Расположена в пойме реки Белый Июс. Число хозяйств — 169, население — 482 человек (01.01.2004). В деревне есть улицы Мира и Юбилейная. Через деревню проходит 25-километровая дорога от трассы Р408 до Июса.
Образовано в 1898 году. Название происходит от фамилии богатого бая Кобякова, усадьба которого находилась здесь же. В годы Великой Отечественной войны здесь проживали депортированные немцы Поволжья и калмыки.

## Население
| 2002 | 2010 |
| ---- | ---- |
| 523  | ↘371 |